# Ólafur Ragnar Grímsson
Ólafur Ragnar Grímsson (Ísafjörður, 14. svibnja 1943.) peti je predsjednik Republike Island.

## Politička karijera
Grímsson je bio ministar financija od 1988. do 1991. godine.[nedostaje izvor] Izabran je za predsjednika Islanda 1996. godine na listi ljevičarske stranke Alþýðubandalagið. Ponovo je izabran 2000., 2004., 2008. te 2012. godine. Početkom kolovoza 2016. godine podnio je ostavku za predsjednika Islanda.